# 목우자수심결 및 사법어(언해)
목우자수심결 및 사법어(언해)(牧牛子修心訣 및 四法語(諺解))는 서울특별시 용산구에 있는 조선시대의 목판본 책이다. 1987년 12월 26일 대한민국의 보물 제934호로 지정되었다.

## 개요
『수심결』은 호가 목우자인 보조국사 지눌이 쓴 선(禪)수행의 필독서로, 세속화된 불교이념의 폐단에 대해서 선종과 교종의 대립적인 입장을 지양하고 인간의 참다운 모습을 밝히고자 한 것이다.
이 책은『수심결』에 경복궁 비현합(丕顯閤)에서 토를 달고, 혜각국사 신미(信眉)가 한글로 번역하여 세조 13년(1467)에 간경도감<刊經都監:세조 7년(1461)에 불경을 한글로 풀어 간행하기 위해 왕실에서 설치한 기구>에서 간행한 것이다. 닥종이에 찍은 목판본으로, 크기는 세로 27.5cm, 가로 16.7cm이다.
책 뒤에는 신미가 번역한 환산정응선사시몽산법어, 동산숭장주송자행각법어, 몽산화상시중법어, 고담화상법어 등 4법어(法語:불교의 정법을 설명하는 말)가 함께 묶여 있다. 책의 끝 부분에는 당대의 명필가인 안혜(安惠), 유환(柳晥), 박경(朴耕) 등이 글씨를 썼다는 기록이 있다.
서울대학교 소장의 목우자수심결(언해)(보물 제770호)과 동일본이나 4법어가 수심결 뒤에 붙어 있고 인쇄가 보다 정교하다.

## 같이 보기
- 목우자수심결(언해) - 보물 제770호

## 참고 자료
- 목우자수심결 및 사법어(언해) - 국가유산청 국가유산포털